# Niddá

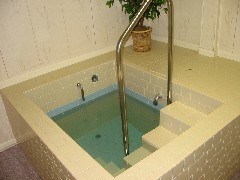
Mikveh del templo Beth-El (Birmingham, Alabama, EE. UU.)

Niddá (o nidá, hebreo נדה) es un término hebreo para describir a una mujer durante su menstruación, o una mujer que lo ha tenido pero que aún no ha realizado los rituales de purificación en la mikve (baño ritual).
En la Torá, el Levítico prohíbe las relaciones sexuales con una niddá y esta prohibición ha sido mantenida por la ley judía tradicional. Las reglas del niddá también se conocen como taharat hamishpacha (en hebreo: pureza familiar).

## Etimología y uso
Literalmente, el nombre femenino niddá significa apartada (es decir, separada) y generalmente se refiere a la separación por razones de impureza, o sea Tumah). El secretario bíblico Abraham ibn ‛Ezra escribe que la palabra niddah está relacionada con el término menadechem (מנדיכם), que significa aquellos que te expulsan. Además, las mujeres de este estado no podían ser alojadas en Templo de Jerusalén.

## Observancia
El grado en que se respetan las leyes rabínicas y bíblicas del niddah varía según las comunidades y corrientes judías. Las mujeres sefardíes, aparentemente incluso seculares, parecen observarlas con severidad; por el contrario, los conservadores y reformados asquenazíes no lo hacen.
En cambio, dentro del judaísmo ortodoxo, estas reglas se respetan estrictamente. De hecho, las reglas de la niddá junto con el Cashrut y el respeto por el Sabbat son los tres aspectos principales de la vida judía que identifican el nivel de observancia religiosa judía como ortodoxa o no.

## Shomerneghi'á
Los observadores de esta Mitzvá, hombres y mujeres, evitan estrictamente cualquier contacto físico, como dar la mano, aunque solo sea para saludar, con personas del sexo opuesto: este precepto se refiere a la modestia, la humildad, luego la ética y la pureza familiar experimentada por los judíos religiosos; aunque no se trata tanto de la atención a las reglas de pureza como del respeto del propio matrimonio y el de los demás, esta norma también es respetada por los solteros y hay quienes la respetan también entre hermanos y hermanas, pero no con los descendientes y ascendentes en línea recta.
También hay aclaraciones halájicas específicas sobre esto, como lo expresaron los rabinos o Chakhamim.
Existe una prohibición halájica de escuchar el canto de voces femeninas por parte de los hombres (cf. Templo de Jerusalén); muchos también prohíben sentarse [a las mujeres] a su lado, obviamente no en el caso de la novia en los casos permitidos.

## Halajá sobre laniddá
Entre las diferentes reglas halájicas sobre la relación entre la novia y el novio durante ese período para ella se encuentran:
- El asiento de la novia «en otro lugar» para dar a conocer al novio su fase natural de niddá en curso;
- La prohibición, por ejemplo, de pasar «de mano en mano» entre ellos vasos, como verter agua, y «fuego a la luz» (como encendedores, fósforos, etc.): todavía puede cocinar.
- La prohibición de tener relaciones íntimas (cf. Mikvá): hay reglas al respecto, que la novia judía está obligada a observar.